# Шангареев, Саитмухамет Султанович
Саитмухамет Султанович Шангареев ( 7 марта 1919; Староихсаново, Чекмагушевский район, Башкортостан, БАССР, РСФСР, СССР — 28 февраля 1968; Чекмагушевский район, БАССР, РСФСР, СССР) — советский государственный деятель, работал в 1946—1968 гг. на различных должностях в Чекмагушевском районе БАССР, работал председателем райисполкома до конца своей жизни.

## Биография
Родился 7 марта 1919 года в деревне Староихсаново Староихсановского сельского совета Чекмагушевского района БАССР (ныне село Староихсаново Чекмагушевского района республики Башкортостан) в семье крестьянина.
Шангареев прошел трудовой путь от учителя сельской школы до председателя райисполкома Чекмагушевского района БАССР. С 1935 по 1937 учился в Кушнареновском педагогическом училище.
С 1939 г. по 1946 г. служил в рядах Красной Армии на Дальнем Востоке, командиром миномётного взвода в 199 стрелковом полку 39-й стрелковой дивизии Забайкальского военного округа, участвовал в боях против империалистической Японии. После демобилизации из Советской Армии С. С. Шангареев с 1946 по 1949 гг. трудился в колхозе «Ерактау» Чекмагушевского района БАССР.
В 1949 г. Шангареев был выдвинут инструктором Чекмагушевского райкома КПСС, и в 1951—1953 гг. работал заместителем председателя исполкома Чекмагушевского района.
С 1953 г. по 1956 г. — областная трёхгодичная партшкола, после её окончания Шангареев С. С. работал секретарём партии Чекмагушевского райкома с 1956 по 1961 гг.
В 1961 г. Шангареев избирается председателем исполкома Чекмагушевского райсовета.
В 1963—1964 гг. — работает заместителем начальника Чекмагушевского производственного управления.
В январе 1965 г. — Шангареев вновь избирается председателем исполкома Чекмагушевского райсовета. На этом посту он находится до последних дней своей жизни.
Шангареев С. С. пользовался большим авторитетом среди трудящихся райкома, партийного и советского актива республики. Мужчина много вложил сил и умения в дело хозяйственного и культурного строительства, вопросом народного образования и здравоохранения, благоустройству в Чекмагушевском районе.
При непосредственном участии Шангареева был сделан упор на увеличение средней урожайности зерновых культур, продажа хлеба государству, увеличение поголовья крупного рогатого скота и птицы.
В его бытность на посту председателя исполкома, Шангареев проявил инициативу в присвоении военного звания Героя Социалистического Труда нескольким труженикам сельского хозяйства.
Благодаря личному примеру Шангареева С. С. в районе начали культивировать новые сорта яблок.
Возродил идею конных скачек на праздновании Сабантуя, которые впоследствии приобрели повсеместный характер по всей республике.
Именно Шангарееву С. С. принадлежит идея строительства зданий районных исполнительных комитетов по установленному проекту, предложенных Курбановым С. И.; идея о строительстве механического завода на территории Чекмагушевского района как градообразующего предприятия, но завод был построен уже после его смерти в 1971 г.
Благодаря усилиям Шангареева С. С. на территории района начала развиваться нефтедобывающая промышленность. Это обстоятельство отмечено почётной грамотой.
При Шангарееве С. С. в районе впервые началась газификация; начал функционировать аэродром, без которого трудно представить работу сельского хозяйства в период производства сельхозпродукции (посев, полив, обработка, перевозка людей).
Был отремонтирован местный Дом культуры и заново построен кинотеатр «Рассвет», возведено новое здание почты, отремонтировано здание школы № 1, КБО, здание птицефабрики, большее внимания уделял строительству дорог. Его мечтой было превратить село Чекмагуш в посёлок городского типа.
Для поддержания интересов района к культуре, в том числе и народным танцам, театру, Шангареев С. С. приглашал известных артистов из Уфы, молодых специалистов из институтов.
Шангареев С. С. помог многим по личным вопросам, не откладывая на долгое время.
За столь яркую, богатую событиями, но короткую жизнь совершил такой громадный объём работы, благодаря руководству Республики БАССР: 1 секретарю ОБКПСС — З. Н. Нуриеву и З. Ш. Акнадарову — председателю Совета министров БАССР, которые внимательно выслушали и отнеслись с поддержкой к его начинаниям. Район стал передовым и вошел в число лучших районов Республики БАССР, чему свидетельствует статистика 1965—1967 гг.
Скончался 29 марта 1968 года на 49 году жизни в Чекмагушевском районе БССР, РСФСР, СССР.

## Награды и достижения
- Орден Красной Звезды (1945)
- Медаль «За победу над Японией» (1946)
- Медаль «За освоение целинных земель» (1957)
- Медаль Выставки достижений народного хозяйства СССР (1963)
- Юбилейная медаль «20 лет Победы в Великой Отечественной войне (1941—1945 гг.» (1965)
- Орден «Знак Почёта» (1966)
- Медаль Выставки достижений народного хозяйства СССР (1968)
- Грамоты и благодарности от руководства СССР и БАССР, что подтверждается личным делом Военного министерства СССР, часть наград была утрачена.
- Трижды избирался председателем исполнительного комитета районного Совета депутатов: в 1951—1953, 1961—1963, 1965—1968 (до конца жизни).
- Персональный пенсионер Республиканского значения.